# William James Sidis
William James Sidis (ur. 1 kwietnia 1898 w Nowym Jorku, zm. 17 lipca 1944 w Bostonie) – amerykański polihistor: matematyk, kosmolog, socjolog, antropolog, językoznawca i prawnik, cudowne dziecko, uznawany za jednego z najinteligentniejszych ludzi w historii.

## Życiorys
William James Sidis był synem Borisa Sidisa oraz Sary Mandelstaum, żydowskich imigrantów z Ukrainy. Boris Sidis studiował i wykładał psychologię na Uniwersytecie Harvarda; głosił umiłowanie wiedzy i uznawał potrzebę edukowania dzieci od małego. William James Sidis był cudownym dzieckiem. W wieku dwunastu lat miał znać osiem języków (łacinę, grekę, francuski, rosyjski, niemiecki, hebrajski, turecki oraz ormiański). Opracował również swój własny język, nazwany vendergood. W wieku 9 lat zdał egzaminy do Harvard College, jednak nie pozwolono mu rozpocząć studiów do wieku 11 lat. Był najmłodszą osobą przyjętą na tę uczelnię, a później stał się jego najmłodszym profesorem. W krótkim czasie opanował wyższą matematykę do tego stopnia, że w 1910 roku poprowadził wykład w klubie matematycznym uniwersytetu Harvarda na temat czterowymiarowych figur geometrycznych. Studia ukończył z wyróżnieniem 18 czerwca 1914 roku, w wieku 16 lat.
W wyniku rozgłosu medialnego w okresie dojrzewania nastąpiła u niego zmiana w psychice. Krótko po ukończeniu studiów przeprowadził się, zmienił tryb życia oraz zaczął studiować zwyczaje Indian. Po pewnym czasie Sidisa odnaleźli dziennikarze „New Yorkera”. Gazeta opublikowała artykuł na temat obecnego życia, który mógł przyczynić się do przedwczesnej śmierci Sidisa.
W 1915 roku podjął pracę na Rice University, w Houston, w stanie Teksas, gdzie prowadził zajęcia z matematyki.
W 1918 roku wziął udział w socjalistycznej paradzie pierwszomajowej, podczas której doszło do zamieszek. W czasie procesu Sidis zadeklarował się jako socjalista, niechrześcijanin oraz przeciwnik przymusowego poboru do wojska. Później Sidis rozwinął swoją własną koncepcję quasi-libertariańskiego społeczeństwa.
Zmarł w Bostonie w 1944 roku w wyniku wylewu krwi do mózgu.

## Publikacje i obszary zainteresowań
William Sidis w pracy The Tribes and the States przedstawił swoją wersję historii pierwotnych mieszkańców Ameryki Północnej. W pracy tej zasugerował, że Indianie zamieszkiwali kiedyś jednocześnie Amerykę i Europę.
W 1930 roku otrzymał patent na kalendarz perpetualny, wyliczający lata przestępne.

## Życie prywatne
William Sidis nie zamierzał się żenić i chciał prowadzić „doskonałe życie”, którego warunkiem była dla niego samotność. W późniejszych latach życia zakochał się w kobiecie o nazwisku Martha Foley.